# Dot.
Dot. je kanadsko-americký animovaný televizní seriál vysílaný od 6. září 2016 kanadskou stanicí Kids' CBC a od 22. října 2016 americkou stanicí Sprout. V Česku měl úvodní díl premiéru na JimJam dne 1. května 2017.

## Příběh
Seriál se zaměřuje na 8letou dívkou Dot Comet, která je technicky zdatná a podílí se na řešení problémů a objevuje svět se svými přáteli; Halem, Ruby, Nev, Devem a svým psem Scratchem.

## Obsazení
- Lilly Bartlam - Dot Comet
- Terry McGurrin - Scratch Comet
- Isaiah Slater - Hal
- Grace Oliver - Ruby Marshall
- Abigail Oliver - Nev
- Ethan Tavares - Dev
- Denise Oliver - Mrs. Comet
- Terry McGurrin - Mr. Comet